# Kostel svatého Benedikta (Pustiměř)
Římskokatolický farní Kostel svatého Benedikta je kostel, jenž stojí v obci Pustiměř poblíž okresního města Vyškov.

## Historie

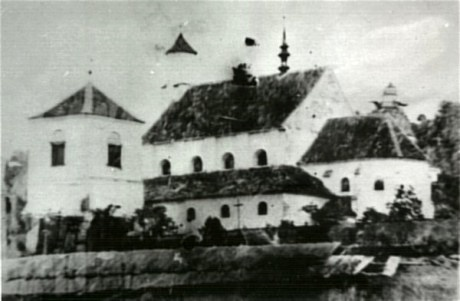
Původní Pustiměřský kostel před rokem 1900

Stavba kostela byla započata v únoru roku 1900 a to bouráním starého kostela. To vše pod patronací olomouckého arcibiskupa Prof. ThDr. Theodora Kohna. Stavba kostela trvala necelé dva roky. Nový kostel byl hotov a předán v červenci roku 1901 a v neděli 24. července jej benedikoval rajhradský prelát Benedikt Jan Karel Korčian. Pracovalo na něm denně až 31 zedníků, 15 učňů, 29 nádeníků, 18 nádenic. Cihel z pustiměřské cihelny na něj bylo spotřebováno cca 773 415.
V roce 1996 byla odeslána žádost Ministerstvu kultury o zařazení kostela mezi kulturní památky. Žádosti bylo vyhověno až po intervenci 22. února 2001.